# MXML
MXML は、Apache Flexで使用される、XMLベースのユーザインタフェース記述言語である。ActionScriptと組み合わせることによって、リッチな動きのあるアプリケーションを作成することができる。

## 歴史
元々はマクロメディアが開発したが、マクロメディアはアドビシステムズ（現アドビ）に買収され、その後、Adobe FlexはApache Flexとなった。元々は、Macromedia Flex Markup Languageという名称だったが、アドビシステムズによる買収後は単にMXMLとし、なんの略でもないとしている。

## 例
Hello World! の例。
```
<?xml version="1.0" encoding="UTF-8"?>

<mx:Application
 
xmlns:mx=
"http://www.adobe.com/2006/mxml"
 
layout=
"absolute"
 
backgroundGradientColors=
"[#000011, #333333]"
>

   
<mx:Label
 
text=
"Hello World!"
 
verticalCenter=
"0"
 
horizontalCenter=
"0"
 
fontSize=
"48"
 
letterSpacing=
"1"
>

      
<mx:filters>

         
<mx:GlowFilter
 
color=
"#ffffdd"
/>

      
</mx:filters>

   
</mx:Label>

</mx:Application>

```

| スタブアイコン | サブスタブ | この項目は、まだ閲覧者の調べものの参照としては役立たない、コンピュータに関連した書きかけの項目です。この項目を加筆・訂正などしてくださる協力者を求めています（P:コンピュータ）。 |